# Monarchie semi-constitutionnelle
- Républiques à régime présidentiel
- Républiques à régime présidentiel liées à un régime parlementaire
- Républiques à régime semi-présidentiel
- Républiques à régime parlementaire (république parlementaire)
- Républiques où la constitution n'accorde le droit à gouverner qu'à un parti unique ou un parti dominant (État communiste)

- Monarchies constitutionnelles dans lesquelles le monarque n'exerce que peu ou pas le pouvoir (le monarque a souvent une autorité constitutionnelle et morale élevée)
- Monarchies semi-constitutionnelles dans lesquelles le monarque exerce la majorité des pouvoirs, souvent avec un parlement disposant de faibles pouvoirs
- Monarchies absolues

- Dictatures militaires

- Autres systèmes (gouvernements provisoires)
- Pas de gouvernement

Une monarchie semi-constitutionnelle est une catégorie de régime politique comme présentant des caractéristiques mixtes de deux autres grandes catégories :
- le régime parlementaire, caractérisé par une séparation des pouvoirs souple et par la responsabilité du gouvernement devant le parlement en contrepartie de pouvoirs du gouvernement sur le parlement, en particulier du droit de dissolution ;
- et la monarchie constitutionnelle, caractérisée par une séparation stricte des pouvoirs, par l’absence de responsabilité gouvernementale et par l’absence du droit de dissolution.

Dans le monde moderne, au moins deux types différents de monarchies constitutionnelles existent : la monarchie semi-constitutionnelle et la monarchie constitutionnelle. Dans les monarchies semi-constitutionnelles, le monarque exerce un pouvoir important (mais pas absolu). La monarchie dans ce système de gouvernement est une institution politique (et sociale) puissante. En revanche, dans les monarchies constitutionneles, le monarque n'a que peu ou pas de pouvoir réel ou d'influence politique directe, bien qu'il ait souvent encore une grande influence sociale et culturelle.
Les monarchies constitutionnelles et semi-constitutionnelles ne doivent pas être confondue avec les systèmes monarchiques démocratiques et non démocratiques. Par exemple, au Liechtenstein et à Monaco, les monarques au pouvoir exercent un pouvoir exécutif important. Cependant, bien qu'ils soient théoriquement très puissants dans leurs petits États, ils ne sont pas des monarques absolus et ont un pouvoir de facto très limité par rapport aux monarques islamiques, c'est pourquoi leurs pays sont généralement considérés comme des démocraties libérales et non antidémocratiques. Par exemple, lorsque le prince héritier Alois du Liechtenstein a menacé d’opposer son veto à une éventuelle approbation d’un référendum visant à légaliser l’avortement en 2011, cela a été une surprise car le prince n’avait opposé son veto à aucune loi depuis plus de 30 ans (finalement, cela n’a pas eu de raison d’être, puisque la proposition n’a pas été approuvée).